# Högakulls naturreservat
Högakull är ett naturreservat i Rydaholms socken i Värnamo kommun i Jönköpings län.
Området avsattes som naturreservat år 1969 och är 4,5 hektar stort. Det är beläget intill sjön Rymmens nordvästra strand cirka 2 mil sydost om Värnamo.

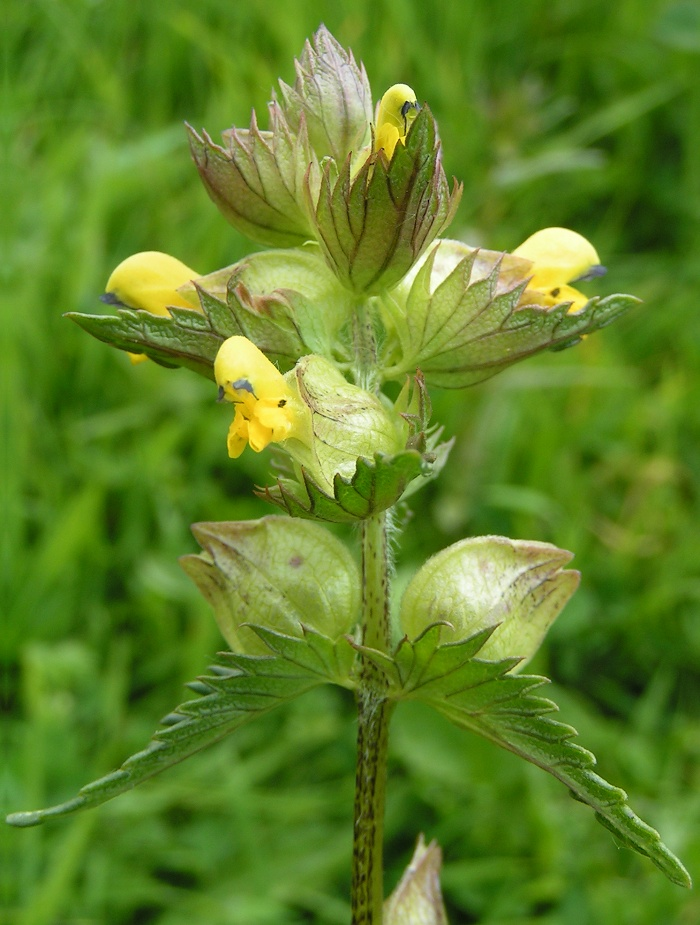
Ängsskallra

Naturreservatet skapades för att bevara de vackra lövängarna och ett stycke jordbruksmark från det gamla bondebruket. Ängsmarkerna är rika på örter och fågelarter. Slåtterängen är vackert belägen i en kraftig sluttning mot sjön. Där finns även dungar av lövträd som ask, alm, björk, lind, oxel, rönn och hassel. På ängen växer bland annat stor blåklocka, svinrot, ängsskallra, slåttergubbe, sommarfibbla och darrgräs. Bland förekommande mossor och lavar noteras grynig filtlav, korallav, fällmossa och guldlockmossa.